# Miles M.15
El Miles M.15 fue un avión de entrenamiento monoplano monomotor británico de los años 30 con dos cabinas abiertas, diseñado y desarrollado por Miles Aircraft. Como otros aviones construidos para cubrir una especificación oficial, no consiguió alcanzar los requerimientos operativos, y sólo se construyeron dos ejemplares.

## Desarrollo
El Miles M.15 fue construido en respuesta a la Especificación T.1/37 del Ministerio del Aire, que solicitaba un entrenador básico biplaza. Otros dos constructores aeronáuticos también fabricaron contendientes: Parnall Aircraft presentó el Heck 3 y Heston Aircraft su Heston T.1/37. Los Airspeed AS.36, General Aircraft GAL.32 y Percival P.20 también fueron propuestos para cubrir la Especificación T.1/37, pero no llegaron a construirse. A primera vista, el M.15 se parecía bastante al anterior Miles Magister, un monoplano de ala baja en voladizo con cabinas abiertas en tándem y tren de aterrizaje principal carenado y fijo más rueda de cola, propulsado por un único motor lineal invertido de la serie De Havilland Gipsy. A pesar de esto, los dos modelos se diferenciaban significativamente en la planta motriz, la forma y la construcción.
El M.15 estaba propulsado por un motor de seis cilindros Gipsy Six de 149 kW (200 hp), mucho más potente que el Gypsy Major de 96 kW (130 hp) del Magister. En parte por ello, el M.15 era alrededor de 1,4 m más largo que el Magister. El estabilizador vertical poseía bordes de ataque y de fuga rectos, dándole una forma triangular, comparada con la superficie más puntiaguda del Magister. Los elevadores y el timón compensado por superficie llevaban compensadores. La envergadura del M.15 era ligeramente menor que la del Magister, pero la planta era más curva a lo largo del borde de fuga y el área alar total era mayor. Ambos modelos llevaban un leve diedro en la parte exterior de la sección central. Un pequeño carenado detrás de la cabina trasera era otra nueva característica del M.15.
Tanto el Magister como el M.15 eran aviones de madera, construidos con estructuras de abeto recubiertas de contrachapado. Todo el fuselaje del M.15 era una estructura monocasco, mucho más redondeada en la sección transversal (más visible en la mitad inferior del fuselaje) que el Magister de lados y fondo planos. Las alas estaban construidas alrededor de dos largueros de abeto con estructuras de contrachapado y costillas de abeto y contrachapado, recubierta toda la estructura por contrachapado y, como el fuselaje, forrada de tela. El M.15 en vacío era más de un 40% más pesado que el Magister.
El M.15, como otros contendientes de la Especificación T.1/37, no alcanzó a satisfacer los requerimientos del Ministerio del Aire. Miles construyó una segunda máquina ligeramente modificada (Mk. II) con alas y plano de cola cuadrados para ver si las prestaciones podían ser mejoradas, pero con poco éxito. Se ha sugerido que las restricciones de la Especificación T.1/37 hacían imposible alcanzar los objetivos de rendimiento; cierto o falso, ningún constructor recibió algún encargo de producción para un avión diseñado para cubrirla.

## Historia operacional
Los dos ejemplares fueron construidos por Philips and Powis Aircraft en el Aeródromo de Woodley. El primer vuelo fue realizado por H. (Bill) Skinner, probablemente el 22 de septiembre de 1938. Lo voló hasta RAF Martlesham Heath para realizar pruebas el 4 de febrero de 1939. El segundo avión (Mk. II) voló bajo condiciones B como U-0234, y más tarde con la matrícula P6326. Construido en respuesta a los resultados de las pruebas de la T.1/37, fue transferido a RAE Farnborough el 23 de mayo de 1939.

## Variantes
T.1/37 Trainer Mk I
Prototipo de entrenador, matriculado L7714 para cubrir la Especificación T.1/37, uno completado y volado, y la construcción de un segundo ejemplar, abandonada.
T.1/37 Trainer Mk II
Versión mejorada construida en 1939, incluía puntas alares y plano de cola cuadrados, y cambios en los dos parabrisas.

## Especificaciones (Mk I)
Referencia datos: Miles Aircraft Since 1925

### Características generales
- Tripulación: Dos (instructor y alumno)
- Longitud: 9 m (29,5 ft)
- Envergadura: 10,2 m (33,4 ft)
- Altura: 3,2 m (10,4 ft)
- Superficie alar: 19 m² (204,5 ft²)
- Peso vacío: 830 kg (1829,3 lb)
- Peso cargado: 1148 kg (2530,2 lb)
- Planta motriz: 1× motor lineal invertido de 6 cilindros refrigerado por aire De Havilland Gipsy Six.
  - Potencia: 150 kW (207 HP; 204 CV)
- Hélices: Bipala de paso fijo
- Alargamiento: 5,6

### Rendimiento
- Carga alar: 62 kg/m² (12,7 lb/ft²)

## Aeronaves relacionadas

### Secuencias de designación
- Secuencia M._ (interna de Miles): ← M.12 - M.13 - M.14 - M.15 - M.16 - M.17 - M.18 →